# Guglielmo Forest
Guglielmo Forest (Chambéry, 1780 – Chambéry, 21 giugno 1875) è stato un senatore del Regno di Sardegna.
Vicepresidente del Consiglio provinciale di Chambéry, Consigliere comunale e poi Sindaco di Chambéry, fu anche Membro dell'Amministrazione degl'istituti di carità e di beneficenza e consigliere generale di Carità della stessa città. Il 10 luglio 1849 fu incluso negli elenchi dei nove senatori del Regno di Sardegna per la categoria 20.
Secondo il senatore Pietro Gioja, che lesse la relazione per la convalida al Senato il 27 aprile 1852, il Forest, quando nella Savoia «molti cospiravano a farla preda della neonata repubblica francese», nella sua città di Chambéry «usando l'amore e la reverenza di cui godeva» aveva «cooperato efficacemente a raddrizzare le opinioni disordinate e a mantenere nel capoluogo e in tutta la provincia la fede all'ordine pubblico». Conservatore per abitudini e per relazioni, in Senato, sedette tra i clericali. In pubblica assemblea non parlò mai.
Si dimise dalla carica di Senatore il 2 ottobre 1860 per mostrare disappunto verso il passaggio della Savoia, sancito dal Trattato di Torino, la regione in cui nacque, alla Francia.